# Internazionali d'Italia 2001 - Qualificazioni singolare maschile
Le qualificazioni del singolare maschile degli Internazionali d'Italia 2001 sono state un torneo di tennis preliminare per accedere alla fase finale della manifestazione. I vincitori dell'ultimo turno sono entrati di diritto nel tabellone principale. In caso di ritiro di uno o più giocatori aventi diritto a questi sono subentrati i lucky loser, ossia i giocatori che hanno perso nell'ultimo turno ma che avevano una classifica più alta rispetto agli altri partecipanti che avevano comunque perso nel turno finale.
Le qualificazioni del torneoRome Masters  2001 prevedevano 32 partecipanti di cui 8 sono entrati nel tabellone principale.

## Teste di serie
1. Albert Portas (Qualificato)
2. Arnaud Di Pasquale (ultimo turno)
3. Wayne Arthurs (ultimo turno)
4. Galo Blanco (primo turno)
5. Sergi Bruguera (Qualificato)
6. Ivan Ljubičić (Qualificato)
7. Michail Južnyj (ultimo turno)
8. Mariano Zabaleta (ultimo turno)

1. Agustín Calleri (ultimo turno)
2. Félix Mantilla (Qualificato)
3. Julien Boutter (Qualificato)
4. Adrian Voinea (primo turno)
5. German Puentes-Alcaniz (primo turno)
6. Andrej Stoljarov (primo turno)
7. Fernando Meligeni (Qualificato)
8. Lars Burgsmüller (ultimo turno)

## Qualificati
1. Albert Portas
2. Adrian Voinea
3. Fernando Meligeni
4. Jacobo Diaz-Ruiz

1. Sergi Bruguera
2. Ivan Ljubičić
3. Julien Boutter
4. Félix Mantilla

## Tabellone

### Legenda
| - Q = Qualificato - WC = Wild card - LL = Lucky loser | - ALT = Alternate - SE = Special Exempt - PR = Protected Ranking | - w/o = Walkover - r = Ritirato - d = Squalificato |

### Sezione 1
|  | Primo turno | Primo turno       | Primo turno       | Primo turno | Primo turno |  |  | Ultimo turno | Ultimo turno    | Ultimo turno    | Ultimo turno | Ultimo turno |  |
|  |             |                   |                   |             |             |  |  |              |                 |                 |              |              |  |
|  | 1           | Albert Portas     | Albert Portas     | 6           | 6           |  |  |              |                 |                 |              |              |  |
|  |             | Daniele Bracciali | Daniele Bracciali | 2           | 4           |  |  | 1            | Albert Portas   | Albert Portas   | 6            | 7            |  |
|  |             | Andrea Gaudenzi   | Andrea Gaudenzi   | 6           | 6           |  |  |              | Andrea Gaudenzi | Andrea Gaudenzi | 2            | 5            |  |
|  | 14          | Andrej Stoljarov  | Andrej Stoljarov  | 0           | 3           |  |  |              |                 |                 |              |              |  |

### Sezione 2
|  | Primo turno | Primo turno        | Primo turno        | Primo turno | Primo turno |  |  | Ultimo turno | Ultimo turno       | Ultimo turno       | Ultimo turno | Ultimo turno |  |
|  |             |                    |                    |             |             |  |  |              |                    |                    |              |              |  |
|  | 2           | Arnaud Di Pasquale | Arnaud Di Pasquale | 6           | 6           |  |  |              |                    |                    |              |              |  |
|  |             | Goran Ivanišević   | Goran Ivanišević   | 4           | 3           |  |  | 2            | Arnaud Di Pasquale | Arnaud Di Pasquale | 1            | 65           |  |
|  |             | Adrian Voinea      | 6                  | 3           | 7           |  |  |              | Adrian Voinea      | Adrian Voinea      | 6            | 7            |  |
|  | 12          | Tommy Robredo      | 4                  | 6           | 62          |  |  |              |                    |                    |              |              |  |

### Sezione 3
|  | Primo turno | Primo turno       | Primo turno       | Primo turno | Primo turno |  |  | Ultimo turno | Ultimo turno      | Ultimo turno | Ultimo turno | Ultimo turno |  |
|  |             |                   |                   |             |             |  |  |              |                   |              |              |              |  |
|  | 3           | Wayne Arthurs     | 4                 | 6           | 7           |  |  |              |                   |              |              |              |  |
|  |             | Karim Alami       | 6                 | 2           | 65          |  |  | 3            | Wayne Arthurs     | 69           | 6            | 1            |  |
|  | 15          | Fernando Meligeni | Fernando Meligeni | 6           | 6           |  |  | 15           | Fernando Meligeni | 7            | 4            | 6            |  |
|  |             | Stefano Galvani   | Stefano Galvani   | 1           | 0           |  |  |              |                   |              |              |              |  |

### Sezione 4
|  | Primo turno | Primo turno            | Primo turno            | Primo turno | Primo turno |  |  | Ultimo turno           | Ultimo turno           | Ultimo turno | Ultimo turno | Ultimo turno |  |
|  |             |                        |                        |             |             |  |  |                        |                        |              |              |              |  |
|  |             | Jacobo Diaz-Ruiz       | Jacobo Diaz-Ruiz       | 6           | 6           |  |  |                        |                        |              |              |              |  |
|  | 4           | Galo Blanco            | Galo Blanco            | 4           | 1           |  |  | Jacobo Diaz-Ruiz       | Jacobo Diaz-Ruiz       | 63           | 7            | 6            |  |
|  |             | German Puentes-Alcaniz | German Puentes-Alcaniz | 6           | 6           |  |  | German Puentes-Alcaniz | German Puentes-Alcaniz | 7            | 5            | 4            |  |
|  | 13          | Markus Hipfl           | Markus Hipfl           | 4           | 4           |  |  |                        |                        |              |              |              |  |

### Sezione 5
|  | Primo turno | Primo turno      | Primo turno      | Primo turno | Primo turno |  |  | Ultimo turno | Ultimo turno     | Ultimo turno     | Ultimo turno | Ultimo turno |  |
|  |             |                  |                  |             |             |  |  |              |                  |                  |              |              |  |
|  | 5           | Sergi Bruguera   | 2                | 6           | 6           |  |  |              |                  |                  |              |              |  |
|  |             | Markus Hantschk  | 6                | 2           | 1           |  |  | 5            | Sergi Bruguera   | Sergi Bruguera   | 6            | 6            |  |
|  | 16          | Lars Burgsmüller | Lars Burgsmüller | 6           | 6           |  |  | 16           | Lars Burgsmüller | Lars Burgsmüller | 1            | 2            |  |
|  |             | Jeff Tarango     | Jeff Tarango     | 2           | 3           |  |  |              |                  |                  |              |              |  |

### Sezione 6
|  | Primo turno | Primo turno     | Primo turno     | Primo turno | Primo turno |  |  | Ultimo turno | Ultimo turno    | Ultimo turno    | Ultimo turno | Ultimo turno |  |
|  |             |                 |                 |             |             |  |  |              |                 |                 |              |              |  |
|  | 6           | Ivan Ljubičić   | Ivan Ljubičić   | 7           | 6           |  |  |              |                 |                 |              |              |  |
|  |             | Daniel Elsner   | Daniel Elsner   | 6(0)        | 4           |  |  | 6            | Ivan Ljubičić   | Ivan Ljubičić   | 6            | 6            |  |
|  | 9           | Agustín Calleri | Agustín Calleri | 7           | 6           |  |  | 9            | Agustín Calleri | Agustín Calleri | 3            | 4            |  |
|  |             | Christian Vinck | Christian Vinck | 63          | 2           |  |  |              |                 |                 |              |              |  |

### Sezione 7
|  | Primo turno | Primo turno     | Primo turno    | Primo turno | Primo turno |  |  | Ultimo turno | Ultimo turno   | Ultimo turno   | Ultimo turno | Ultimo turno |  |
|  |             |                 |                |             |             |  |  |              |                |                |              |              |  |
|  | 7           | Michail Južnyj  | Michail Južnyj | 6           | 6           |  |  |              |                |                |              |              |  |
|  |             | Bob Bryan       | Bob Bryan      | 2           | 4           |  |  | 7            | Michail Južnyj | Michail Južnyj | 1            | 1            |  |
|  | 11          | Julien Boutter  | 6              | 1           | 6           |  |  | 11           | Julien Boutter | Julien Boutter | 6            | 6            |  |
|  |             | Sargis Sargsian | 3              | 6           | 1           |  |  |              |                |                |              |              |  |

### Sezione 8
|  | Primo turno | Primo turno          | Primo turno          | Primo turno | Primo turno |  |  | Ultimo turno | Ultimo turno     | Ultimo turno | Ultimo turno | Ultimo turno |  |
|  |             |                      |                      |             |             |  |  |              |                  |              |              |              |  |
|  | 8           | Mariano Zabaleta     | Mariano Zabaleta     | 7           | 7           |  |  |              |                  |              |              |              |  |
|  |             | Marco Meneschincheri | Marco Meneschincheri | 63          | 5           |  |  | 8            | Mariano Zabaleta | 2            | 6            | 3            |  |
|  | 10          | Félix Mantilla       | Félix Mantilla       | 6           | 6           |  |  | 10           | Félix Mantilla   | 6            | 1            | 6            |  |
|  |             | Nikolaj Davydenko    | Nikolaj Davydenko    | 0           | 2           |  |  |              |                  |              |              |              |  |